# ترین اشمیت
ترین اشمیت (انگلیسی: Trine Schmidt؛ زادهٔ ۳ ژوئن ۱۹۸۸) دوچرخه‌سوار زن اهل دانمارک است.
وی در مسابقات کشوری و بین‌المللی در مجموع برندهٔ ۲ مدال طلا، ۱ مدال نقره شده‌است.